# Back to the Kingdom
Back to the Kingdom (en español: De vuelta al reino) es el sexto álbum de estudio de la banda alemana de heavy metal Axxis  y fue publicado en 2000 en formato de disco compacto por Massacre Records.
En 1998, Walter Pietsch y Markus Gfeller abandonaron la banda, siendo reemplazados por el guitarrista Guido Wehmeyer y el bajista Kuno Niemeyer respectivamente.
Esta producción musical comenzó a grabarse a finales de 1998 en el Estudio SoundWorxx, estudio personal de la banda.  Fue masterizada y mezclada en House of Audio,  a excepción de los temas «Shadowman», «Heaven in Black» y «Without You»; estos fueron mezclados en el estudio Sound N, en Colonia, Alemania.
Back to the Kingdom contiene la canción «Na, Na, Hey, Hey, Kiss Him Goodbye» de la banda de pop rock estadounidense Steam, compuesta por Dale Frashuer, Gary De Carlo y Paul Leka.
En el mismo año fue publicada una edición limitada de este álbum en formato de digipak, la cual enlistaba una melodía extra llamada «Be a King».
Al igual que su antecesor, Back to the Kingdom entró en las listas alemanas, llegando hasta la 59.º posición en abril del 2000.

## Lista de canciones
Todas las canciones fueron escritas por Bernhard Weiss y Harry Oellers, excepto donde se indica lo contrario.

### Versión original de disco compacto
| Side one |                                      |                                           |                                  |          |  |
| N.º      | Título                               | Escritor(es)                              | Traducción al español            | Duración |  |
| 1.       | «Shadowman»                          |                                           | «Hombre de la sombras»           | 4:33     |  |
| 2.       | «Like a Sphinx»                      |                                           | «Como una esfinge»               | 4:08     |  |
| 3.       | «Flashback Radio»                    |                                           | «Radio analépsico»               | 3:54     |  |
| 4.       | «Heaven in Black»                    |                                           | «Cielo en tinieblas»             | 3:40     |  |
| 5.       | «Only God Knows»                     |                                           | «Sólo Dios sabe»                 | 4:01     |  |
| 6.       | «Sea of Love»                        |                                           | «Mar de amor»                    | 3:50     |  |
| 7.       | «White Lights»                       |                                           | «Luces blancas»                  | 3:35     |  |
| 8.       | «Why Not?!»                          |                                           | «¡¿Por qué no?!»                 | 2:59     |  |
| 9.       | «My Little Princess»                 |                                           | «Mi pequeña princesa»            | 3:28     |  |
| 10.      | «Without You»                        |                                           | «Sin ti»                         | 3:59     |  |
| 11.      | «Ice on Fire»                        |                                           | «Hielo en llamas»                | 3:36     |  |
| 12.      | «Na, Na, Hey, Hey, Kiss Him Goodbye» | Dale Frashuer / Gary De Carlo / Paul Leka | «No, no, eh, eh, bésalo y adiós» | 3:42     |  |

### Edición especial en digipak
| Side one |             |              |                       |          |  |
| N.º      | Título      | Escritor(es) | Traducción al español | Duración |  |
| 13.      | «Be a King» |              | «Ser un rey»          | 3:38     |  |

## Créditos

### Axxis
- Bernhard Weiss — voz y guitarra
- Harry Oellers — guitarra, teclados y coros
- Guido Wehmeyer — guitarra y coros
- Kuno Niemeyer — bajo
- Richard Michalski — batería

### Músicos invitados
- Jürgen Burke — armónica (en la canción «Only God Knows»)
- Jenny Jenken — coros (en la canción «Sea of Love»)
- Christie & Betty — coros (en las canciones «My Little Princess» y «Na, Na, Hey, Hey, Kiss Him Goodbye»)

### Personal técnico
- Bernhard Weiss — productor
- Harry Oellers — productor
- Jürgen Lusky — masterización
- Max Volume — mezclador

### Personal de arte
- Dirk Schwiegelshon — trabajo de arte, portada y diseño
- M. Labus — trabajo de arte de portada
- Claus Geiss — fotografía

## Listas
| Año  | País     | Lista                | Posición máxima |
| ---- | -------- | -------------------- | --------------- |
| 2000 | Alemania | Media Control Charts | 59.º            |